# Rehovot Chess School
Rehovot Chess School – izraelski klub szachowy z siedzibą w Rechowot.

## Historia
Klub powstał w 1999 roku. W 2017 roku zadebiutował w Lidze Leumit, zajmując wówczas ósme miejsce. W sezonie 2018 zespół zajął siódmą pozycję w lidze. W tym samym roku Rehovot Chess School zadebiutował w Pucharze Europy. Izraelski zespół wygrał wówczas mecze z CE Dudelange, SK ComeOn Helsinki oraz 3Cs Chess Club, a przegrał z Alkaloidem Skopje, SG Zürich, Gambitem Skopje i Schakklubben av 1911 i w klasyfikacji końcowej zajął 37. pozycję. W 2019 roku klub zajął piąte miejsce w Lidze Leumit oraz 26. w Pucharze Europy (zwycięstwa z Gambitem Bonnevoie, Celtic Tigers, Arrocco Chess Club i Taflfélag Reykjavíkur oraz przegrane z Mołodiożką Tiumeń, Vålerengą SK i Itaką Belgrad). W sezonie 2020 zespół ponownie zajął piąte miejsce w mistrzostwach kraju, a dwa lata później był czwarty. W 2024 roku klub spadł z ligi.
Zawodnikami klubu byli m.in. Wołodymyr Bakłan, Stanisław Bogdanowicz, Jurij Kuzubow, Leon Luke Mendonca, Jair Parchow, Lew Psachis i Mustafa Yılmaz.